# Бахус (слика Леонарда да Винчија)
Бахус, претходно Свети Јован Крститељ, је дело ренесансног сликара Леонарда да Винчија. Сликано је техником уље на ораховини, а потом пребачено на платно, у периоду од 1510. до 1515. године. Данас се налази у музеју Лувр, у Паризу. 
Слика показује Јована Крститеља како показује десним прстом према десној страни слике, а левим према дну.

## Краћа биографија аутора
Да Винчи је рођен 1452. године у Тоскани, Италији, а умро је 1519. у Амбоазу, Француској.

## Физичке карактеристике
Димензије овог дела су 177 са 115 центиметара. Када је насликано, налазило се у Фиренци и Милану, а данас стоји у музеју Лувр, у Паризу. 